# Tapirus tarijensis
Tapirus tarijensis is een uitgestorven tapir die tijdens het Pleistoceen in Zuid-Amerika leefde.

## Fossiele vondsten
Fossielen van Tapirus tarijensis zijn gevonden in de Tolomosa-formatie in de Tarija-vallei in zuidelijk Bolivia en dateren uit het Pleistoceen. De soort kwam voor in een pampa-achtig graslandgebied op ongeveer 1.800 meter hoogte.

## Kenmerken
Tapirus tarijensis was een grote tapirsoort en groter dan de huidige Amerikaanse soorten met een formaat dat vergelijkbaar is met dat van de Maleise tapir.